# Huân chương Đại bàng trắng (Ba Lan)
Huân chương Đại bàng trắng (tiếng Ba Lan: Order Orła Białego) là huân chương cao nhất của Ba Lan được trao cho cả dân thường và người trong quân đội vì những cống hiến của họ. Nó được chính thức tạo ra vào ngày 1 tháng 11 năm 1705 bởi Augustus II the Strong và được ban tặng cho tám nhân vật thân cận nhất của ông.
Nó được trao cho những người Ba Lan ưu tú nhất và những đại diện cấp cao nhất của nước ngoài. Huân chương Đại bàng trắng được gắn với một dải ruy băng màu xanh lam vắt qua vai trái sang bên phải. Ngôi sao của Huân chương, được thêu và đeo ở phía bên ngực trái.

## Người nhận huân chương
Đây là danh sách những người đã được trao tặng huân chương Đại bàng trắng như là một cách để ghi nhận những đóng góp quan trọng, cả quân sự và dân sự của những người này vì lợi ích của Ba Lan. 

### Từ Ba Lan
A
- Władysław Anders

B
- Leszek Balcerowicz
- Oswald Balzer
- Władysław Bartoszewski
- Józef Beck
- Tadeusz Bór-Komorowski
- Franciszek Ksawery Branicki
- Jan Klemens Branicki

C
- Joachim Chreptowicz
- Wiesław Chrzanowski
- Celestyn Czaplic
- Franciszek Stanisław Hutten-Czapski
- Adam Kazimierz Czartoryski
- August Aleksander Czartoryski
- Kazimierz Czartoryski
- Michał Fryderyk Czartoryski

D
- Marcin Danielewicz
- Stanisław Ernest Denhoff
- Andrzej Duda (nghị viên dựa chức)
- Ignacy Działyński

E
- Marek Edelman

F
- Andrei Yakovlevich Fabr [ru]
- Emil August Fieldorf
- Jerzy Detloff Fleming

G
- Stefan Garczynski
- Ivan Gašparovič
- Bronisław Geremek
- Henryk Mikołaj Górecki
- Władysław Grabski
- Franciszek Grocholski
- Andrzej Gwiazda

H
- Józef Haller
- Zbigniew Herbert
- Gustaw Herling-Grudziński

J
- Antoni Barnaba Jabłonowski
- Pope John Paul II

K
- Ryszard Kaczorowski (nghị viên dựa chức)
- Lech Kaczyński (nghị viên dựa chức)
- Jan Karski
- Lane Kirkland
- Leszek Kołakowski
- Hugo Kołłątaj
- Bronisław Komorowski (nghị viên dựa chức)
- Wojciech Korfanty
- Józef Dominik Kossakowski
- Ignacy Krasicki
- Kazimierz Krasiński
- Jacek Kuroń
- Aleksander Kwaśniewski (nghị viên dựa chức)
- Eugeniusz Kwiatkowski

L
- Stanisław Lem
- Herman Lieberman
- Jan Józef Lipski
- Antoni Benedykt Lubomirski
- Franciszek Ferdynant Lubomirski
- Hieronim Augustyn Lubomirski
- Stanisław Lubomirski (1704–1793)
- Stanisław Lubomirski (1722–1782)
- Kazimierz Łukomski (1920–1991 Không quân Ba Lan trong thế chiến II)
- Witold Lutosławski

M
- Stanisław Maczek
- Stanisław Małachowski
- Andrzej Mokronowski
- Ignacy Mościcki (nghị viên dựa chức)
- Countess Helen Marynowska-Potocki Minchakievich ("Countess Partisan," người phụ nữ đầu tiên, công dân Mỹ đầu tiên được trao tặng huân chương, nhưng sau đó Chính phủ Ba Lan ở London tước bỏ năm 1944)

N
- Konstantin Nikolayevich, Grand Duke of Russia
- Jan Nowak-Jeziorański

O
- Grzegorz Antoni Ogiński
- Tadeusz Franciszek Ogiński
- Franciszek Maksymilian Ossoliński
- Stanisław Ostrowski (nghị viên dựa chức)
- Gabriel Narutowicz (nghị viên dựa chức)

P
- Krzysztof Penderecki
- Witold Pilecki
- Aleksandra Piłsudska
- Józef Piłsudski (nghị viên dựa chức)
- Ryszard Piotrowski
- Andrzej Poniatowski
- Kazimierz Poniatowski
- Michał Jerzy Poniatowski
- Stanisław Poniatowski (1676–1762)
- Stanisław August Poniatowski (1732-1798)
- Stanisław Poniatowski (1754–1833)
- Jerzy Popiełuszko
- Aleksander Stanisław Potocki
- Franciszek Salezy Potocki
- Roman Ignacy Potocki
- Stanisław Kostka Potocki
- Stanisław Szczęsny Potocki

R
- Władysław Raczkiewicz (nghị viên dựa chức)
- Edward Raczyński (1891–1993)
- Antoni Radziwiłł
- Hieronim Wincenty Radziwiłł
- Józef Mikołaj Radziwiłł
- Karol Stanisław "Panie Kochanku" Radziwiłł
- Karol Stanisław Radziwiłł (1669–1719)
- Maciej Radziwiłł
- Michał Hieronim Radziwiłł
- Michał Kazimierz "Rybeńko" Radziwiłł
- Stefan Rowecki
- Edward Rydz-Śmigły
- Stanisław Ferdynand Rzewuski
- Wacław Rzewuski

S
- Kazimierz Sabbat (nghị viên dựa chức)
- Adam Stefan Sapieha
- Kazimierz Nestor Sapieha
- Irena Sendler
- Władysław Sikorski
- Józef Skumin
- Walery Sławek
- Alexander Suvorov
- Wisława Szymborska

T
- Józef Tischner

W
- Andrzej Wajda
- Anna Walentynowicz
- Lech Wałęsa (nghị viên dựa chức)
- Wincenty Witos
- Stanisław Wojciechowski (nghị viên dựa chức)
- Stefan Wyszyński

Z
- August Zaleski (nghị viên dựa chức)
- Zygmunt Zieliński

### Khác
A
- Abdullah of Saudi Arabia
- Edward Fenech Adami
- Valdas Adamkus
- Martti Ahtisaari
- Akihito
- Albert I
- Albert II

B
- Traian Basescu
- Queen Beatrix of the Netherlands now Princess Beatrix of the Netherlands
- Boris III
- Algirdas Brazauskas

C
- Fernando Henrique Cardoso
- Carl XVI Gustaf
- Jacques Chirac
- Carlo Azeglio Ciampi

D
- Karl Dedecius
- Gaston Doumergue
- Henrik Jakob von Düben

E
- Elizabeth II

F
- Ferdinand Foch
- Giustino Fortunato
- Vaira Vīķe-Freiberga

G
- Pietro Gasparri
- Árpád Göncz
- Dalia Grybauskaitė

H
- Haakon VII of Norway
- Tarja Halonen
- Franz Josef von Hallwyl
- Harald V
- William Neville Hart
- Václav Havel
- Hirohito
- Francois Hollande
- Henri of Luxembourg

I
- Ion Iliescu
- Toomas Hendrik Ilves

J
- Joseph Joffre
- Juan Carlos I of Spain

K
- Amanullah Khan
- Mauno Henrik Koivisto
- Václav Klaus
- Helmut Kohl
- Horst Köhler
- Milan Kučan

L
- Johan Laidoner
- Albert Lebrun
- Henri Le Rond
- Peter Lacy

M
- Michael I of Romania
- Queen Máxima of the Netherlands
- Queen Mathilde of the Belgians
- Ferenc Mádl
- Tomáš Garrigue Masaryk
- Ivan Mazepa
- Cardinal Désiré-Joseph Mercier
- Lennart Meri
- Alexandre Millerand
- Roh Moo-hyun
- Benito Mussolini

N
- Napoleon I
- Nursultan Nazarbayev
- Giorgio Napolitano
- Sauli Niinistö

O
- Bohdan Osadczuk [pl]

P
- Queen Paola of Belgium
- Konstantin Päts
- Philippe Petain
- Philippe of the Belgians
- Pope Pius XI
- Raymond Poincaré

R
- Johannes Rau
- Ronald Reagan
- Lauri Relander
- Reza Shah

S
- Jorge Sampaio
- Michiko Shoda
- Rudolf Schuster
- Gerhard Schröder
- Haile Selassie I of Ethiopia
- Aníbal Cavaco Silva
- Queen Silvia of Sweden
- László Sólyom
- Queen Sonja of Norway
- Pehr Svinhufvud

V
- Victor Emanuel III

W
- King Willem-Alexander of the Netherlands
- Woodrow Wilson

Y
- Emperor Yoshihito
- Viktor Yushchenko

Z
- Miloš Zeman